# NGC 2924
NGC 2924 is een elliptisch sterrenstelsel in het sterrenbeeld Waterslang. Het hemelobject werd op 12 februari 1836 ontdekt door de Britse astronoom John Herschel.

## Synoniemen
- MCG -3-25-8
- VV 808
- NPM1G -16.0288
- PGC 27253